# Karpfenstein (Neustadt)
Karpfenstein ist ein Stadtteil von Neustadt an der Donau im Landkreis Kelheim (Niederbayern).

## Lage
Der Weiler gehört zur Hallertau. Er liegt nordwestlich nahe dem ebenfalls zu Neustadt an der Donau gehörenden Mühlhausen, am Rande des Dürnbucher Forstes, bereits  in den Ebenen des Donaumooses.  Neustadt an der Donau ist in nördlicher Richtung 3 km entfernt.  Regensburg befindet sich in nordöstlicher Richtung 45 km, Ingolstadt in westlicher Richtung 35 km entfernt. München liegt 90 km südlich des Ortes.

## Geschichte
Im Bereich des derzeitigen Ortes, entstanden im Spätmittelalter  mehrere künstlich angelegte Weiher zum Zwecke der Fischzucht. Diese dürften sich ursprünglich, wie der Forst selbst, zunächst im Eigentum des Hauses Wittelsbach befunden haben. Im 15. Jahrhundert  war die Anlage im Besitz der Herren von Abensberg. 1482 überlässt Herr Niclas von Abensberg seinem Richter und Kastner, Dieter Schaidfellt, die Weiherstätten zu Lehen. Mit dem Tod Niklas’ fielen die Weiherstätten, zusammen  mit der Herrschaft Abensberg selbst,  wieder an die Wittelsbacher zurück.
1506 veräußert Herzog Albrecht IV. ein „gefreites Haus“ in der Stadt Neustadt, mitsamt den sieben Weihern bei Mühlhausen und einer acht Tagwerk großen Wiese an Hans Zenner, dem Pfleger von Neustadt. In der zweiten Hälfte des 16. Jahrhunderts  erwarben die Trautzkirchner zu Kapfelberg den Besitz. Der letzte Besitzer des Geschlechts war der herzogliche Rat und Pfleger zu Abbach, Hans Lorenz von Trautzkirchen  sowie dessen Frau Helene, geborene Stinglhaim. Am 24. September 1565 verkauften die kinderlosen Eheleute von Trautzkirchen das Anwesen an den Schwager bzw. Bruder Ludwig Franz von Stingelhaim zu Thürnthenning.
Ludwig Franz, als Mundschenk, Truchsess und Jägermeister im Dienste verschiedener hochrangiger Adeliger, war  Pfleger zu Neustadt und Eigentümer der Hofmark Offendorf.
Er verstarb am 31. Oktober 1593. Sein Epitaph, eine Rotmarmorplatte mit Reliefbildnis des Verstorbenen in Rüstung befindet sich in der Pfarrkirche St. Laurentius in Neustadt. Besitznachfolger wurde sein Sohn Hans Christoph, Inhaber der Hofmark  Wildenberg und Domherr des Hochstifts Regensburg. Herzog Maximilian  gestattet ihm 1599, seinen „gefreiten“ Hof, den Weiherhof, nunmehr den zu Karpfenstein zu nennen und darum auf 50 × 40 Schritt eine Mauer zu ziehen. Aus dieser Zeit dürfte die Schlossanlage stammen, so wie sie  Michael Wening in seinem Stich überliefert hat. Nach dem Tod von Hans Christoph erbte sein Stiefbruder Hans Walter von Stinglhaim zu Thürnthenning und Karpfenstein die Schlossanlage. Hans Walter, ursprünglich  kurbayerischer Rat, Pfleger von Schongau, Oberstleutnant im Heer des Kurfürsten und Stifter des Kapuzinerklosters Donauwörth, wurde 1629 kapuzinischer Ordensbruder. Er überließ Karpfenstein seiner ledigen Schwester Anna Barbara.
Nach schweren Zerstörungen im Dreißigjährigen Krieg und wegen hoher Verschuldung übereignete Anna Barbara von Stinglheim ihren Besitz, darunter den Gutskomplex Karpfenstein gegen lebenslange Nutznießung an das Jesuitenkolleg Landshut, welches Karpfenstein im Jahre 1651 an das Jesuitenkolleg Ingolstadt vertauschte. Nach Auflösung des Jesuitenordens gelangte Karpfenstein in den Besitz der Malteserkommende Biburg. Die letzten schriftlichen Nachrichten über den Zustand der Baulichkeiten des Schlosses stammen aus dem Jahre 1785: „Siz Kärpfenstein: Besteht aus einem alt gemauerten Turm, worin der Weiherhüter Thomas Egger freie Wohnung hat samt sieben Weihern und einen Grasflecken“.
Im Rahmen der Säkularisation gelangten die Güter in den Besitz des bayerischen Staates, welcher diese zu Beginn des 19. Jahrhunderts an Privatpersonen verkaufte, wodurch das ehemalige Schlossgut zu einem Weiler mit zwei privaten Bauernhöfen wurde. Die Weiheranlagen wurden, nachdem der Versuch dort eine Mühle zu betreiben scheiterte, im 19. Jahrhundert aufgelassen und in landwirtschaftliche Flächen umgewandelt. Von der ehemaligen Schlossanlage hat sich nichts erhalten. Der Ort wurde im Rahmen der Gemeindegebietsreform als Ortsteil der Gemeinde Mühlhausen am 1. Januar 1978 in die Stadt Neustadt an der Donau eingegliedert.

## Wirtschaft und Infrastruktur
Am Ort wird Landwirtschaft, insbesondere Hopfenanbau betrieben.